# Danimarca ai Giochi della XVIII Olimpiade
La Danimarca partecipò ai Giochi della XVIII Olimpiade, svoltisi a Tokyo dal 10 al 24 ottobre 1964, con una delegazione di 60 atleti impegnati in 10 discipline per un totale di 40 competizioni.  Il portabandiera alla cerimonia di apertura fu Henning Wind, che avrebbe vinto una medaglia di bronzo nella vela.
La squadra danese conquistò complessivamente sei medaglie: due d'oro, una d'argento e tre di bronzo.

## Medagliere

### Per discipline
| Sport       | Oro | Argento | Bronzo | Totale |
| ----------- | --- | ------- | ------ | ------ |
| Vela        | 1   | 0       | 1      | 0      |
| Canottaggio | 1   | 0       | 0      | 0      |
| Ciclismo    | 0   | 1       | 1      | 0      |
| Canoa/kayak | 0   | 0       | 1      | 0      |
| Totale      | 2   | 1       | 3      | 0      |

### Medaglie
| Medaglia | Atleta                                                            | Sport       | Evento                   |
| -------- | ----------------------------------------------------------------- | ----------- | ------------------------ |
| Oro      | John Ørsted Hansen Erik Petersen Kurt Helmudt Bjørn Borgen Hasløv | Canottaggio | Quattro senza maschile   |
| Oro      | Ole Berntsen Christian von Bülow Ole Poulsen                      | Vela        | Dragone                  |
| Argento  | Kjell Rodian                                                      | Ciclismo    | Corsa in linea           |
| Bronzo   | Peer Norrbohm John Rungsted Sørensen                              | Canoa/kayak | C2 1000 metri maschile   |
| Bronzo   | Preben Isaksson                                                   | Ciclismo    | Inseguimento individuale |
| Bronzo   | Henning Wind                                                      | Vela        | Finn                     |